# Лиденхолл-маркет
Лиденхолл-маркет (англ. Leadenhall Market) — крытый рынок в историческом центре Лондона, в Сити.
На месте современного рынка в античное время располагался римский форум. В начале XIV века здесь находилось частное поместье. В 1345 году здесь был основан рынок для продажи птицы. В XV веке к рынку были пристроены склад для хранения зерна, а также школа и часовня. В последующие века рынок становится центром торговли, где можно было купить продукты питания, шерсть, столовые приборы. После пожара 1666 года рынок был разделён на три самостоятельных рынка.
Современный комплекс зданий, объединённых богато украшенной стеклянной крышей, был построен по проекту английского архитектора Хораса Джонса 1881 года, автора двух других рынков Лондона. По своей форме сооружение напоминает галерею Виктора Эммануила II в Милане, которая была построена в 1877 году. К концу XX века рынок превратился в торговый центр Лондона, где разместились магазины и рестораны. В 1990—1991 годы проводилась реставрация.